# Војислав Кузмановић
Војислав Кузмановић (1883−1967) из Котраже био је драгачевски каменорезац и цењени занатлија, одликован Орденом Карађорђеве звезде за војничке заслуге током ослободилачких ратова од 1912. до 1918. године.
Надгробна обележја изгинулим саборцима израђивао је без икакве накнаде, уверен да их тако чува „за незаборав”.

## Живот
Рођен је у Котражи, где је завршио основну школу. Био је цењен сваковрсни мајстор, превасходно као пинтер и клесар надгробних споменика.
Учесник Балканских и Првог светског рата у чину артиљеријског наредника. За исказану храброст и пожртвовање одликован Карађорђевом звездом и другим ордењем.
Надгробнике и крајпуташе израђивао је на ширем простору Котраже, Миросаљаца, Церове, Виче, Лисе, Ртију, Горње Краварице, Криваче, Белог Камена, Луке, Осонице и Горњег Дубца.
Умро је 1967. године. На споменик му је уклесано:
ВОЈИСЛАВ КУЗМАНОВИЋ
из Котраже
као храбар борац одликован је
Карађорђевом звездом
и другим ордењем
као арт[иљеријски] наредник
у рату бијо од 1912-1918. године.
Био је каменорезац и пинтор.
Рођен је 1883 г. умро 1967 г.
Бог да му душу прсти.
Спомен му подижу синови
Владимир Милорад Милоје и Љубиша.

## Дело
Надгробнике од пешчара вешто је украшавао крстима и чирацима, стилизованим цвећем, представама голубова који зобљу грожђе, као и разноврсним предметима (кључ, чутура, амрел, преслица) који ближе одређују пол, узраст и друштвени положај покојника. Војницима је урезивао ратничка обележја: пушке, сабље, реденике и ордење.

## Епитафи
Епитафи, клесани правилним дубоким словима, садрже обиље биографских података:
Споменик Средоју Павловићу (†1932) (Котража – Чакаревићи)
СРЕДОЈЕ Љ. ПАВЛОВИЋ
из котраже
он поживи часно 31 год.
А погибе на правди Бога
од убице: Јерослава Кузмановића
3. сеп 1932. г.
Бог да му душу опрости
Спомен му подиже отац Љубо
писо Вој[ислав] Куз[мановић].